# Indialis rossi
Indialis rossi is een haft uit de familie Leptophlebiidae. De wetenschappelijke naam van de soort is voor het eerst geldig gepubliceerd in 1975 door Peters.
De soort komt voor in het Oriëntaals gebied.